# 14291 Savereide
14291 Savereide è un asteroide della fascia principale. Scoperto nel 1971, presenta un'orbita caratterizzata da un semiasse maggiore pari a 2,3540434 au e da un'eccentricità di 0,1280134, inclinata di 11,68425° rispetto all'eclittica.